# José de Armas y Cárdenas
José de Armas y Cárdenas (1866-1919) fue un intelectual cubano.

## Biografía
Comenzó muy joven la actividad de conferencista y crítico literario, a los dieciocho años de edad. Cuatro años más tarde se inició en el periodismo, actividad en la cual también tuvo una participación destacada, fundando y dirigiendo distintos medios tanto en su país como en el extranjero, llegando a realizar tareas de corresponsal de guerra.
Fue el director de Lunes de la Unión Constitucional (1888-1893). Fundó y dirigió Las Avispas, publicación que fue editada en La Habana en el período 1892-1895 y que posteriormente, en 1896, se trasladó a Nueva York. 
Viajó a diversos países del mundo. A los Estados Unidos viajó en 1885, 1896, 1896-1898, 1899, 1901 y 1909. A Europa viajó en 1889, 1892, 1896, 1901-1904 y 1908. 
Escribió en los periódicos The New York Herald y The Sun, de Estados Unidos. Fue corresponsal de The Sun durante el desembarco norteamericano en Cuba de 1898. También lo fue, en Haití, para The New York Herald, durante 1908. 
Colaboró en infinidad de publicaciones de Cuba. Así pues, redactó artículos para La Nación, La Lucha, Revista Cubana, El Fígaro, El Trunco, El País, El Día, Diario de la Familia, Diario de la Marina, La Prensa, La Discusión, El Comercio, Cuba y América, Cuba Contemporánea, Social, El Mundo y Heraldo de Cuba. Fue corresponsal, en Madrid, para El Mundo y Heraldo de Cuba al estallar la guerra del 14. 
Durante su estancia en Madrid, que abarcó los años 1909-1919 editó la revista El Peregrino (1912). Colaboró, también, en La Época, El Liberal (1913), El País, Blanco y Negro (1915), así como también en The Quartely Review de Londres (1917). 
Fue miembro de la Academia de la Historia de Cuba, de la Real Academia Española y de The Hispanic Society of America de Nueva York.
Tradujo obras del idioma inglés al castellano y viceversa. Entre sus traducciones se cuentan las de algunos sonetos de Shakespeare.
Escribió dos novelas que dejó inéditas: Andrés Chenier y Tereas Ventura, así como también una comedia basada en la segunda.
A pesar de haber estudiado Derecho, realizó poca actividad en ese campo. De todos modos, publicó algunos estudios sobre el tema.